# 赤い絆 (レッド・センセーション)
「赤い絆（レッド・センセーション）」（あかいきずな）は、1977年12月21日にリリースされた山口百恵の20枚目のシングルである。発売元はCBSソニー。

## 概要
「赤い絆 (レッド・センセーション)」は、山口百恵が主演したTBS系TVドラマ『赤い絆』のテーマ曲となった。
作詞の松本隆と作曲の平尾昌晃は、二人共に山口のシングル曲としては初めての担当となる。
発売当時、B面「口約束」も同ドラマの挿入歌とクレジットされていたが、最後までドラマ内で使用される事は無かった。

## 収録曲
| 全作詞: 松本隆、全作曲: 平尾昌晃、全編曲: 川口真。 |                                     |        |            |      |
| #                                                  | タイトル                            | 作詞   | 作曲・編曲 | 時間 |
| 1.                                                 | 「赤い絆 (レッド・センセーション)」 | 松本隆 | 平尾昌晃   | 4:09 |
| 2.                                                 | 「口約束」                          | 松本隆 | 平尾昌晃   | 4:00 |
| 合計時間:                                          | 合計時間:                           | 8:09   |            |      |

## 品番
- 1977年12月21日 - EP: 06SH 250（シングル）
- 1989年3月21日 - 8cmCD: 10EH 3182（「Platinum Single SERIES」 片面: 秋桜）
- 2006年1月18日 - 8cmCD（オリジナル・カラオケ、『MOMOE LIVE PREMIUM』）

## 関連作品
赤い絆（レッド・センセーション）
- THE BEST プレイバック
- Again 百恵 あなたへの子守唄
- 33 SINGLES MOMOE
- 百恵・アクトレス伝説
- 百惠辞典
- 山口百惠ベスト・コレクションII 〜いい日旅立ち〜
- GOLDEN J-POP/THE BEST 山口百惠
- GOLDEN☆BEST 山口百恵 PLAYBACK MOMOE part2
- 赤いシリーズ シングル・コレクション
- 山口百恵ベスト・コレクション VOL.2
- MOMOE PREMIUM update
- Complete MOMOE PREMIUM
- コンプリート百恵伝説
- GOLDEN☆BEST 山口百恵 コンプリート・シングルコレクション

口約束
- THE BEST プレイバック
- 百惠辞典
- 赤いシリーズ シングル・コレクション
- MOMOE PREMIUM update
- Complete MOMOE PREMIUM
- コンプリート百恵伝説